# 1227
1227 (MCCXXVII) fue un año común comenzado en viernes del calendario juliano.

## Acontecimientos
- El papa Honorio III es sucedido por Gregorio IX.
- Fernando III conquista la ciudad de Baeza
- A Juan de Rivas, pastor de Colomera, se le aparece en el Cerro del Cabezo, en la Sierra de Andújar, la noche del 11 al 12 de agosto, la Virgen de la Cabeza.

## Nacimientos
- 30 de septiembre: Nicolás IV, papa n.º 191 de la Iglesia católica (f. 1292).

## Fallecimientos
- 18 de marzo: Honorio III, papa n.º 177 de la Iglesia católica (n. 1148).
- 18 de agosto: Gengis Kan, fundador y primer emperador del Imperio Mongol (probablemente en Yinchuan, norte de China) (n. 1162).